# Бирюкова, Вера Леонидовна
Ве́ра Леони́довна Бирюко́ва (род. 11 апреля 1998, Омск) — российская гимнастка. Член сборной России по художественной гимнастике. Чемпионка летних Олимпийских игр 2016 года. Заслуженный мастер спорта.

## Биография
Родилась 11 апреля 1998 года в Омске. Начала заниматься гимнастикой в пять лет. Первый тренер — Наталья Валерьевна Глемба. Училась в омских школах № 61 и 125 (со спортивным уклоном). Тренеры — Оксана Михайловна Курганская, Елена Николаевна Арайс, Вера Ефремовна Штельбаумс.
Закончила ОГУОР в родном городе. В настоящее время учится в НГУ имени П. Ф. Лесгафта (Санкт-Петербург).

## Достижения
- Призёр Кубка России в составе сборной команды Омска — 2013.
- Чемпионка Европы 2014 в групповых упражнениях — золото.
- Этап Кубка мира Казань 2016 — золото (многоборье), золото (обручи и булавы), серебро (ленты).
- Этап Кубка мира Баку 2016 — золото (многоборье), золото (обручи и булавы), серебро (ленты).
- Летние Олимпийские игры 2016 — золото (многоборье)
- Универсиада Тайбэй 2017 — бронза (многоборье), золото (5 обручей), золото (3 мяча, 2 скакалки)
- Европейские игры Минск 2019 — бронза (многоборье), золото (5 мячей)

## Награды
- Орден Дружбы (25 августа 2016 года) — за высокие спортивные достижения на Играх XXXI Олимпиады 2016 года в городе Рио-де-Жанейро (Бразилия), проявленные волю к победе и целеустремлённость[3].
- Медаль «За укрепление боевого содружества» (2016)[4].